# Norwegischer Fußballpokal der Männer 1995
Der norwegische Fußballpokal 1995 (kurz auch NM-Cup 1995 genannt) war die 90. Austragung des Fußballpokalwettbewerbs der Männer. Der Pokalsieger musste nach einem 1:1 nach Verlängerung zwischen Rosenborg Trondheim und Brann Bergen ermittelt werden. Rosenborg gewann die Wiederholung mit 3:1. Rosenborg hatte sich fünf Wochen zuvor schon den Meistertitel gesichert und startete deshalb in der UEFA Champions League. Der Startplatz für den Europapokal der Pokalsieger 1996/97 ging dadurch an den unterlegenen Pokalfinalisten.
In den ersten drei Runden wurde der Sieger bei einem Unentschieden nach Verlängerung im Elfmeterschießen ermittelt. Ab der vierten Runde kam es bei einem Remis zum Wiederholungsspiel. Stand auch danach kein Sieger fest, wurde dieser per Elfmeterschießen ermittelt. Die Halbfinalspiele wurden in Hin- und Rückspiel ausgetragen.

## 1. Runde
| Datum      |                       | Ergebnis              |                     |
| ---------- | --------------------- | --------------------- | ------------------- |
| 09.05.1995 | SF Grei               | 0:1 n. V.             | Stabæk IF           |
|            | SK Nord Karmøy        | 4:3 n. V.             | FK Vidar            |
| 10.05.1995 | Aurskog-Finstadbru SK | 2:4                   | Kongsvinger IL      |
|            | Bjerke IL             | 0:6                   | Lillestrøm SK       |
|            | Bjørnar IF            | 0:3                   | Åsane IL            |
|            | Bjørnevatn IL         | 1:7                   | Alta IF             |
|            | Brattvåg IL           | 2:4                   | Molde FK            |
|            | Bærum SK              | 2:1                   | FK Ørn-Horten       |
|            | Eidsvold Turn         | 1:2                   | Nybergsund IL       |
|            | Eiger IL              | 1:3                   | Bryne FK            |
|            | Elverum FK            | 3:0                   | FL Fart             |
|            | Faaberg IL            | 1:2                   | IF Liv/Fossekallen  |
|            | SK Falk Horten        | 2:3                   | SK Sprint-Jeløy     |
|            | FK Fauske/Sprint      | 1:2                   | FK Gevir Bodø       |
|            | Flekkefjord FK        | 5:0                   | Ålgård FK           |
|            | Florø SK              | 1:2 n. V.             | Fana IL             |
|            | Fossum IF             | 1:2                   | Fram Larvik         |
|            | Frigg Oslo FK         | 0:4                   | Skeid Oslo          |
|            | Grovfjord IL          | 1:3                   | FK Mjølner-Narvik   |
|            | Holter IF             | 0:1                   | Skjetten SK         |
|            | Kolstad IL            | 3:1                   | IL Stjørdals-Blink  |
|            | Kristiansund FK       | 2:4                   | Skarbøvik IF        |
|            | Langesund IF          | 1:2                   | Pors Grenland       |
|            | Langevåg IL           | 0:5                   | Aalesunds FK        |
|            | Larvik Turn           | 0:3                   | Sandefjord BK       |
|            | Lillehammer FK        | 2:3 n. V.             | Jevnaker IF         |
|            | FK Lofoten            | 0:2                   | FK Bodø/Glimt       |
|            | Lyngen/Karnes IL      | 2:4                   | IF Skarp            |
|            | Løv-Ham IL            | 1:3                   | Fyllingen Fotball   |
|            | Mo/Bossmo FK          | 3:3 n. V. (3:4 i. E.) | IL Stålkameratene   |
|            | Mosterøy IL           | 0:6                   | Viking Stavanger    |
|            | Namsos IL             | 0:2                   | Verdal IL           |
|            | FK Narvik/Nor         | 0:4                   | Harstad IL          |
|            | SK Nationalkameratene | 0:8                   | Rosenborg Trondheim |
|            | Nest-Sotra IL         | 2:4                   | Brann Bergen        |
|            | Nordstrand IF         | 0:9                   | Vålerenga Oslo      |
|            | Orkanger IF           | 2:2 n. V. (3:4 i. E.) | Nardo FK            |
|            | Orkdal IL             | 2:4                   | Byåsen IL           |
|            | Rakkestad IF          | 0:2                   | Moss FK             |
|            | Ramfjord UIL          | 2:7                   | Tromsø IL           |
|            | Randaberg IL          | 2:2 n. V. (3:4 i. E.) | Hana IL             |
|            | IL Runar Sandefjord   | 0:2                   | Eik IF Tønsberg     |
|            | Råde IL               | 0:3                   | Lyn Oslo            |
|            | Selbak TIF            | 1:5 n. V.             | Drøbak/Frogn IL     |
|            | Ski IL                | 1:1 n. V. (7:6 i. E.) | Fredrikstad FK      |
|            | Skotfoss TIF          | 0:8                   | Odd Grenland        |
|            | Skreia IL             | 1:2                   | Ham-Kam             |
|            | SK Snøgg              | 0:3                   | Strømsgodset IF     |
|            | Sola FK               | 4:1                   | FK Vigør            |
|            | Stord IL              | 1:0                   | FK Haugesund        |
|            | Stryn TIL             | 1:3                   | IL Hødd             |
|            | Sunndal Fotball       | 2:1 n. V.             | Melhus IL           |
|            | Sørumsand IL          | 1:2                   | Strømmen IF         |
|            | Tranabakkan FK        | 0:5                   | Strindheim IL       |
|            | Tromsdalen UIL        | 3:3 n. V. (1:4 i. E.) | Skjervøy IK         |
|            | Ullern IF             | 2:3 n. V.             | Mjøndalen IF        |
|            | Vadmyra IL            | 1:6                   | Sogndal IL          |
|            | IL Varegg             | 0:2                   | Os TF               |
|            | Vuku IL               | 1:2 n. V.             | Steinkjer FK        |
|            | Østsiden IL           | 0:3                   | Sarpsborg FK        |
|            | Øyestad IF            | 1:2                   | Start Kristiansand  |
|            | Åkra IL               | 3:2                   | SK Vard Haugesund   |
|            | Åndalsnes IF          | 4:2                   | Clausenengen FK     |
|            | Åssiden IF            | 4:5                   | Kjelsås IL          |

## 2. Runde
| Datum      |                     | Ergebnis              |                   |
| ---------- | ------------------- | --------------------- | ----------------- |
| 30.05.1995 | IL Hødd             | 1:0                   | Skarbøvik IF      |
|            | Rosenborg Trondheim | 5:0                   | Byåsen IL         |
|            | Ski IL              | 0:3                   | Stabæk IF         |
|            | Skjetten SK         | 0:1                   | Kongsvinger IL    |
| 31.05.1995 | FK Bodø/Glimt       | 9:0                   | Kolstad IL        |
|            | Brann Bergen        | 7:1                   | Stord IL          |
|            | Bryne FK            | 6:1                   | SK Nord Karmøy    |
|            | Eik IF Tønsberg     | 4:1                   | SK Sprint-Jeløy   |
|            | Fana IL             | 2:0                   | Flekkefjord FK    |
|            | Fram Larvik         | 0:1                   | Drøbak/Frogn IL   |
|            | Hana IL             | 2:4                   | Fyllingen Fotball |
|            | Harstad IL          | 2:6                   | FK Mjølner-Narvik |
|            | Kjelsås IL          | 2:1                   | Skeid Oslo        |
|            | IF Liv/Fossekallen  | 1:2                   | Ham-Kam           |
|            | Lyn Oslo            | 2:0                   | Elverum FK        |
|            | Mjøndalen IF        | 0:5                   | Odd Grenland      |
|            | Moss FK             | 2:0                   | Bærum SK          |
|            | Os TF               | 3:2 n. V.             | Åsane IL          |
|            | Pors Grenland       | 1:4                   | Strømsgodset IF   |
|            | Sarpsborg FK        | 3:3 n. V. (5:4 i. E.) | Sandefjord BK     |
|            | IF Skarp            | 1:5                   | Alta IF           |
|            | Skjervøy IK         | 0:3                   | Tromsø IL         |
|            | Sogndal IL          | 4:1                   | Jevnaker IF       |
|            | Start Kristiansand  | 7:2                   | Sola FK           |
|            | Steinkjer FK        | 0:3                   | Strindheim IL     |
|            | Strømmen IF         | 1:0                   | Vålerenga Oslo    |
|            | IL Stålkameratene   | 1:2                   | FK Gevir Bodø     |
|            | Sunndal Fotball     | 0:2                   | Molde FK          |
|            | Verdal IL           | 2:4                   | Nardo FK          |
|            | Viking Stavanger    | 6:1                   | Åkra IL           |
|            | Aalesunds FK        | 3:1                   | Åndalsnes IF      |
| 08.06.1995 | Nybergsund IL       | 1:2                   | Lillestrøm SK     |

## 3. Runde
| Datum      |                   | Ergebnis              |                     |
| ---------- | ----------------- | --------------------- | ------------------- |
| 21.06.1995 | Alta IF           | 2:6                   | Rosenborg Trondheim |
|            | Bryne FK          | 2:0                   | Viking Stavanger    |
|            | Drøbak/Frogn IL   | 0:1 n. V.             | Lyn Oslo            |
|            | Fyllingen Fotball | 1:3                   | Brann Bergen        |
|            | FK Gevir Bodø     | 0:4                   | FK Bodø/Glimt       |
|            | Ham-Kam           | 2:0 n. V.             | Sogndal IL          |
|            | Kongsvinger IL    | 4:2                   | Kjelsås IL          |
|            | Lillestrøm SK     | 7:0                   | Strømmen IF         |
|            | FK Mjølner-Narvik | 0:3                   | Tromsø IL           |
|            | Molde FK          | 2:1                   | Aalesunds FK        |
|            | Nardo FK          | 2:4 n. V.             | IL Hødd             |
|            | Odd Grenland      | 2:2 n. V. (4:5 i. E.) | Start Kristiansand  |
|            | Sarpsborg FK      | 0:0 n. V. (6:7 i. E.) | Eik IF Tønsberg     |
|            | Stabæk IF         | 2:2 n. V. (4:2 i. E.) | Fana IL             |
|            | Strindheim IL     | 4:2                   | Os TF               |
|            | Strømsgodset IF   | 1:0                   | Moss FK             |

## 4. Runde
| Datum      |                    | Ergebnis  |                     |
| ---------- | ------------------ | --------- | ------------------- |
| 26.07.1995 | Brann Bergen       | 3:1       | Bryne FK            |
|            | Eik IF Tønsberg    | 1:1 n. V. | Rosenborg Trondheim |
|            | Ham-Kam            | 3:2 n. V. | Strømsgodset IF     |
|            | IL Hødd            | 2:0       | Molde FK            |
|            | Lyn Oslo           | 1:1 n. V. | Stabæk IF           |
|            | Start Kristiansand | 7:1       | FK Bodø/Glimt       |
|            | Strindheim IL      | 0:1       | Lillestrøm SK       |
|            | Tromsø IL          | 3:1       | Kongsvinger IL      |

### Wiederholungsspiele
| Datum      |                     | Ergebnis              |                 |
| ---------- | ------------------- | --------------------- | --------------- |
| 02.08.1995 | Rosenborg Trondheim | 4:1                   | Eik IF Tønsberg |
| 09.08.1995 | Stabæk IF           | 2:2 n. V. (2:4 i. E.) | Lyn Oslo        |

## Viertelfinale
| Datum      |                     | Ergebnis |                    |
| ---------- | ------------------- | -------- | ------------------ |
| 30.08.1995 | Rosenborg Trondheim | 2:1      | Start Kristiansand |
|            | Lillestrøm SK       | 3:1      | Tromsø IL          |
|            | Brann Bergen        | 4:1      | Lyn Oslo           |
|            | IL Hødd             | 3:2      | Ham-Kam            |

## Halbfinale
| Datum             |               | Gesamt |                     | Hinspiel | Rückspiel |
| ----------------- | ------------- | ------ | ------------------- | -------- | --------- |
| 16.09./20.09.1995 | Lillestrøm SK | 4:5    | Brann Bergen        | 3:1      | 1:4       |
| 17.09./20.09.1995 | IL Hødd       | 1:7    | Rosenborg Trondheim | 0:5      | 1:2       |

## Finale
| Brann Bergen                                | Brann Bergen | Rosenborg Trondheim | Rosenborg Trondheim |
| ------------------------------------------- | --- | --- | ------------------- |
| Brann Bergen                                | \| Finale \| \| 29. Oktober 1995 in Oslo (Ullevaal-Stadion) \| \| Ergebnis: 1:1 n. V. (1:1, 0:0) \| \| Zuschauer: 27.561 \| \| Schiedsrichter: Jon Skjervold \| \| Spielbericht \|                                                            | \| Finale \| \| 29. Oktober 1995 in Oslo (Ullevaal-Stadion) \| \| Ergebnis: 1:1 n. V. (1:1, 0:0) \| \| Zuschauer: 27.561 \| \| Schiedsrichter: Jon Skjervold \| \| Spielbericht \|                                                                                  | Rosenborg Trondheim |
| Brann Bergen                                | Vidar Bahus – Geirmund Brendesæter (112. Erik Skjælaaen), Roger Helland, Inge Ludvigsen, Claus Lundekvam – Agust Gylfasson, Magnus Johansson, Per Ove Ludvigsen, Geir Hasund – Eivind Karlsbakk, Frank Strandli Cheftrainer: Kjell Trennfjord | Ola By Rise – Karl-Petter Løken, Erik Hoftun, Bjørn Otto Bragstad, Ståle Stensaas – Roar Strand (110. Vegard Heggem), Bent Skammelsrud, Trond Egil Soltvedt (67. Tom Kåre Staurvik) – Steffen Iversen, Harald Brattbakk, Mini Jakobsen Cheftrainer: Nils Arne Eggen | Rosenborg Trondheim |
| Brann Bergen                                | 1:1 Frank Strandli (72., Foulelfmeter) | 0:1 Roar Strand (61.) | Rosenborg Trondheim |
| Brann Bergen                                | Magnus Johansson, Geir Hasund | Steffen Iversen, Bjørn Otto Bragstad, Bent Skammelsrud | Rosenborg Trondheim |
| Finale                                      | | |                     |
| 29. Oktober 1995 in Oslo (Ullevaal-Stadion) | | |                     |
| Ergebnis: 1:1 n. V. (1:1, 0:0)              | | |                     |
| Zuschauer: 27.561                           | | |                     |
| Schiedsrichter: Jon Skjervold               | | |                     |
| Spielbericht                                | | |                     |

### Wiederholungsspiel
| Rosenborg Trondheim                         | Rosenborg Trondheim | Brann Bergen | Brann Bergen |
| ------------------------------------------- | --- | --- | ------------ |
| Rosenborg Trondheim                         | \| Finale Wiederholung \| \| 5. November 1995 in Oslo (Ullevaal-Stadion) \| \| Ergebnis: 3:1 (2:1) \| \| Zuschauer: 20.076 \| \| Schiedsrichter: Rune Pedersen \| \| Spielbericht \|                                                                                               | \| Finale Wiederholung \| \| 5. November 1995 in Oslo (Ullevaal-Stadion) \| \| Ergebnis: 3:1 (2:1) \| \| Zuschauer: 20.076 \| \| Schiedsrichter: Rune Pedersen \| \| Spielbericht \|                                                                                 | Brann Bergen |
| Rosenborg Trondheim                         | Jørn Jamtfall – Karl-Petter Løken, Tom Kåre Staurvik, Erik Hoftun, Ståle Stensaas – Roar Strand (90. Arne Winsnes), Bent Skammelsrud, Vegard Heggem (90. Jon Olav Hjelde) – Steffen Iversen, Harald Brattbakk, Jahn Ivar Jakobsen (90. Espen Solheim) Cheftrainer: Nils Arne Eggen | Vidar Bahus – Geirmund Brendesæter, Roger Helland, Inge Ludvigsen, Claus Lundekvam – Agust Gylfasson, Lars Bakkerud, Per Ove Ludvigsen, Erik Skjælaaen (67. Roger Norstrand) – Eivind Karlsbakk (57. Erik Johannessen), Frank Strandli Cheftrainer: Kjell Trennfjord | Brann Bergen |
| Rosenborg Trondheim                         | 1:1 Tom Kåre Staurvik (23., Foulelfmeter) 2:1 Erik Hoftun (37.) 3:1 Steffen Iversen (50.) | 0:1 Inge Ludvigsen (21.) | Brann Bergen |
| Rosenborg Trondheim                         | Geirmund Brendesæther | | Brann Bergen |
| Finale Wiederholung                         | | |              |
| 5. November 1995 in Oslo (Ullevaal-Stadion) | | |              |
| Ergebnis: 3:1 (2:1)                         | | |              |
| Zuschauer: 20.076                           | | |              |
| Schiedsrichter: Rune Pedersen               | | |              |
| Spielbericht                                | | |              |